# Karolina Poboży
Karolina Poboży (ur. 25 czerwca 1996 w Wołominie) – polska koszykarka grająca na pozycjach silnej skrzydłowej lub środkowej, reprezentantka kraju, obecnie zawodniczka Polskich Przetworów Basketu–25 Bydgoszcz.
15 maja 2020 została zawodniczką Pszczółki Polski-Cukier AZS-UMCS Lublin. 7 lipca 2021 dołączyła po raz kolejny w karierze do Polskich Przetworów Basketu–25 Bydgoszcz.

## Osiągnięcia
Stan na 14 listopada 2021, na podstawie, o ile nie zaznaczono inaczej.

### Drużynowe
- Wicemistrzyni Polski (2018[6], 2020)

Młodzieżowe
- Mistrzyni Polski juniorek U–18 (2013)[7]
- Brązowa medalistka mistrzostw Polski kadetek U–16 (2012)

### Indywidualne
- MVP mistrzostw Polski juniorek (2013)[7]
- Zaliczona do I składu mistrzostw Polski U–22 (2015)

### Reprezentacja
- Uczestniczka:
  - kwalifikacji do Eurobasketu (2017)
  - uniwersjady (2017 – 13. miejsce)[8]
  - mistrzostw Europy:
    - U–20 (2015 – 7. miejsce, 2016 – 8. miejsce)
    - U–18 (2014 – 12. miejsce)
    - U–16 (2011 – 15. miejsce)
    - U–16 dywizji B (2012)